# Jeu d'adresse

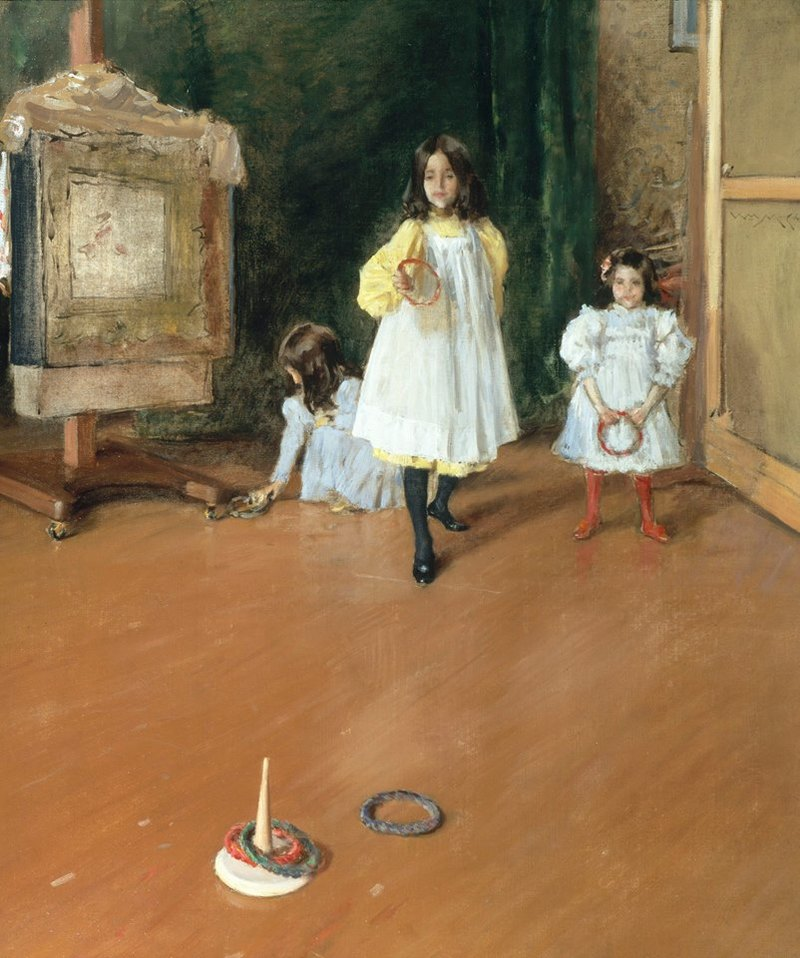
Ring Toss (lancer de cerceau), tableau de William Merritt Chase, 1896.

Un jeu d'adresse est un jeu qui met en valeur la dextérité des joueurs. Par exemple, le tir à l'arc, le Shuffleboard et le carrom sont de tels jeux.